# Голудж (район)
Голудж (колишній Омхаджер) — район зоби (провінції) Гаш-Барка, що в Еритреї. Столиця — місто Голудж.